# Duinzwenkgras
Duinzwenkgras (Festuca arenaria, synoniem Poa robusta, Festuca arenaria subsp. oraria, Festuca rubra subsp. arenaria, Festuca juncifolia) is een vaste plant, die behoort tot de grassenfamilie (Poaceae). Hij is een soort van de stuivende duinen, waar ze vooral te vinden is tussen de helm, waar ze losse tapijten vormt.

## Kenmerken
De zodevormende plant wordt 20 - 60 cm hoog, is meestal aan de voet van de stengels paarsrood en vormt wortelstokken. Het ongeveer op doorsnede U-vormige, 0,7 - 1,5 mm brede blad heeft vier of meer ribben. De bladschede en de ribben zijn dicht behaard met haren die meestal langer zijn dan 1 mm. Het blad van de vegetatieve spruiten is ingerold. Het bleekgroen, dicht en vrij kort behaarde tongetje is 7 - 10 mm lang.
Duinzwenkgras bloeit in juni en juli met rechtopstaande, vrij losse of min of meer samengetrokken, 6 - 15 cm lange pluimen. De takken van de pluim staan schuin omhoog. De 0,7 - 1,5 cm lange aartjes bestaan uit 4 - 6 paarsrode of geel-bruinige bloemen. De kafnaald van het onderste, meestal behaarde, 6 - 9,7 mm lange kroonkafje is 1 - 4 mm lang. De bovenste kelkkafjes zijn tot 6,8 mm lang. De onderste zijas van de pluim is ongeveer half zo lang als de pluim.
De aan de top kale vrucht is een graanvrucht.

## Ecologie en verspreiding
Duinzwenkgras is de grootste vertegenwoordiger uit de verwantschap van rood zwenkgras. De soort is in alle delen forser dan de andere soorten uit dit complex, maar het doorslaggevende verschil is te vinden in de doorsnede van de bladeren: bij duinzwenkgras vormt het sclerenchym een ononderbroken mantel van meerdere cellagen, terwijl bij de vormen van rood zwenkgras het sclerenchym in eilanden in de bladhoeken zit. Bovendien zijn de aartjes van duinzwenkgras opvallend bleek (stro-)groen. 

## Voorkomen
De soort komt voor langs de kust van West-Europa en het Oostzeegebied en op enkele plaatsen in de Verenigde Staten en Canada. Duinzwenkgras kan overal langs de Nederlandse kust worden aangetroffen. In de zeereep, waar deze soort vooral te vinden is, komt echter ook een forse vorm van rood zwenkgras voor, en als de planten vegetatief zijn (wat bij rood zwenkgras vaker voorkomt dan bij duinzwenkgras!) kan vaak alleen anatomisch onderzoek uitsluitsel geven. De vele vondsten in het binnenland betreffen waarschijnlijk voor een belangrijk deel rood zwenkgras. Van duinzwenkgras komen twee vormen voor in Nederland en onderzoek moet uitwijzen of deze vormen niet als zelfstandige soorten beschouwd moeten worden. Duinzwenkgras staat op de Nederlandse Rode lijst van planten als vrij zeldzaam en stabiel of toegenomen. Het aantal chromosomen 2n = 56.

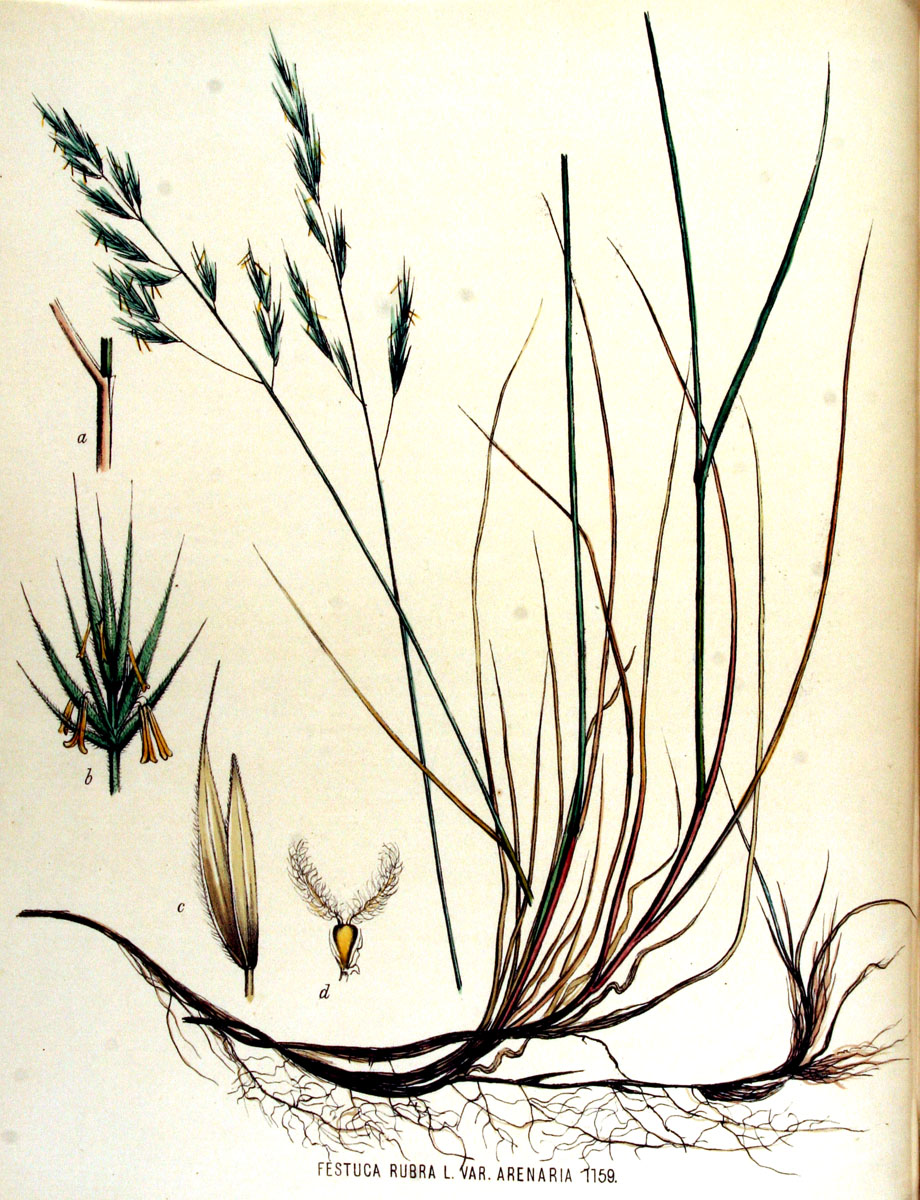
Flora Batava
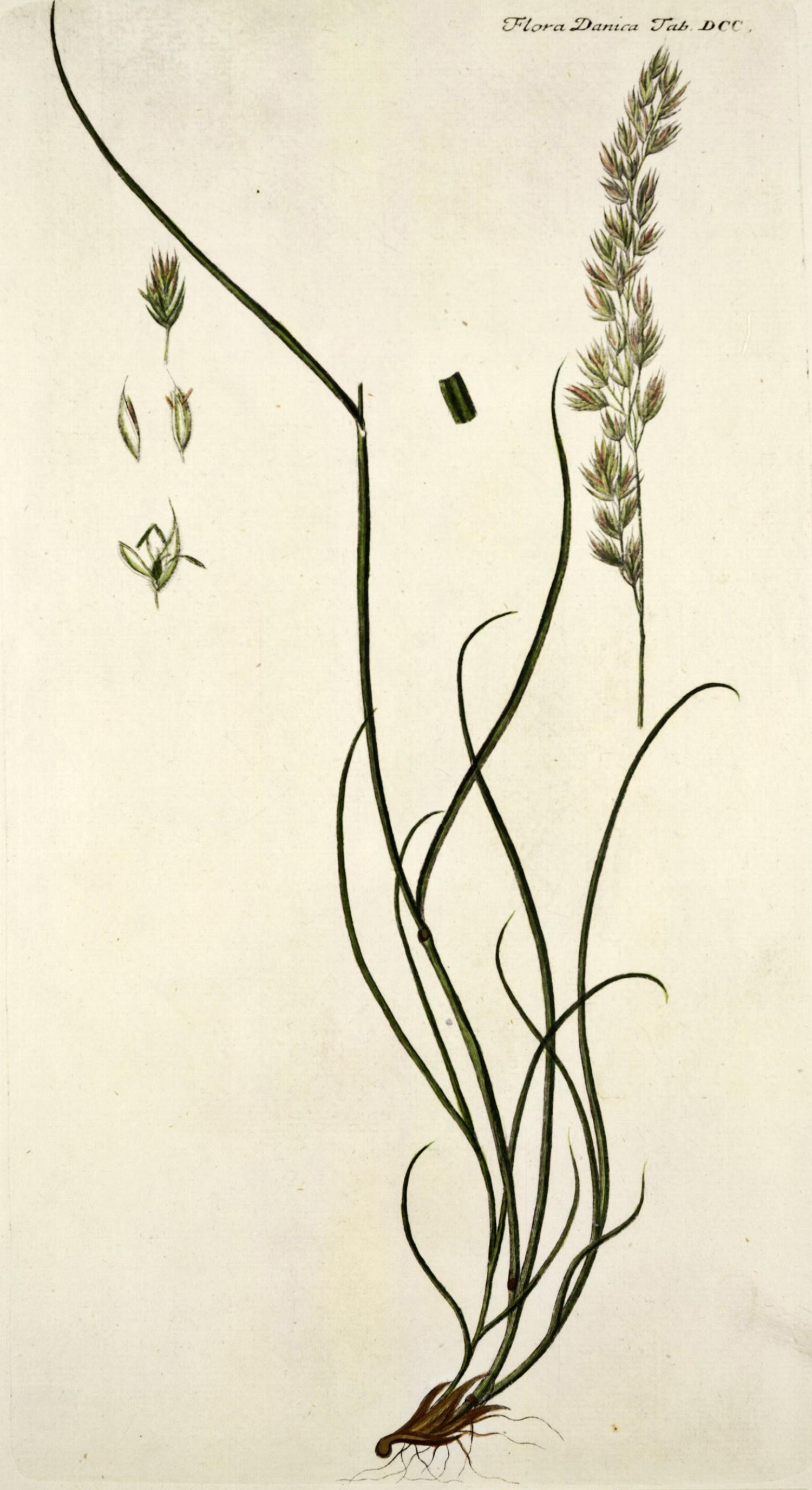
Flora Danica